# Sierra Forest
Sierra Forest és el nom en clau dels processadors de servidors Xeon Scalable de sisena generació dissenyats per Intel, llançats el juny de 2024. És la primera generació de processadors Xeon que inclou exclusivament nuclis electrònics optimitzats per a la densitat. Els processadors Sierra Forest estan dirigits a clients de servidors en núvol amb fins a 288 nuclis Crestmont E.

## Rerefons
El 17 de febrer de 2022, Intel va anunciar que les properes generacions Xeon es dividirien en dues pistes per a aquells amb nuclis P exclusivament i nuclis E exclusivament. Aquestes dues vies estan pensades per servir diferents segments de mercat amb processadors P-core Xeon orientats a la informàtica d'alt rendiment, mentre que els processadors E-core Xeon s'orienten als clients del núvol que prioritzen una major densitat de nucli, eficiència energètica i rendiment en càrregues de treball molt multifils per sobre d'un únic fil. ús de fils.
El 29 de març de 2023, Intel va anunciar que els processadors Sierra Forest s'havien engegat i mostraven un processador amb 144 nuclis E, i va anunciar un calendari de llançament per al primer semestre de 2024. El 19 de setembre de 2023, Intel va anunciar en el seu esdeveniment d'innovació que vindria una variant de 288 nuclis de Sierra Forest.
El 3 de juny de 2024, Intel va llançar la línia de SKU Sierra Forest-SP, també coneguda com la sèrie Xeon 6700E. Aquesta línia de productes incloïa set SKU al llançament, totes utilitzant el sòcol LGA 4710. El SKU de gamma baixa té 64 nuclis i el SKU de gamma alta té 144 nuclis.

## Arquitectura
Sierra Forest utilitzarà només nuclis E per aconseguir un nombre més elevat de nuclis per competir amb els processadors de servidor Epyc d'AMD amb el nom en clau Bergamo, que inclou fins a 128 nuclis Zen 4c més petits. Els nuclis Zen 4c d'AMD inclouen multithreading simultani (SMT), mentre que els nuclis Crestmont E que apareixen als processadors Sierra Forest només admeten un fil per a cada nucli. L'objectiu del disseny de l'arquitectura de Sierra Forest és aconseguir un nombre de nuclis molt alt per a una major densitat de càlcul que beneficiaria les aplicacions de servidor HPC i núvol. És possible que els proveïdors de serveis al núvol no estiguin tan interessats en els acceleradors HPC i, en comptes d'això, prioritzin un rendiment més gran de nombres enters i de coma flotant ECU/vCPU. Don Soltis és l'enginyer principal i arquitecte en cap de Xeon E-Core.

## Productes
Sierra Forest-SP (Scalable Performance) utilitza la plataforma Beechnut City amb el sòcol LGA 4710 més petit, dirigit al servidor principal. Sierra Forest-SP inclou fins a 144 nuclis E i suport de memòria DDR5 de vuit canals. Els TDP de fins a 350 W són compatibles amb la plataforma Beechnut City.
| SKU   | Nuclis (threads) | Matriu              | Nucli config | Rellotge (GHz) | Rellotge (GHz) | Memòria cau | Memòria cau | Memòria cau |
| SKU   | Nuclis (threads) | Matriu              | Nucli config | Base           | Turbo          | L1          | L2          | L3          |
| ----- | ---------------- | ------------------- | ------------ | -------------- | -------------- | ----------- | ----------- | ----------- |
| 6710E | 64 (64)          | 1 × Compute 2 × I/O | 1 × 64       | 2.4            | 3.2            | 6 MB        | 64 MB       | 96 MB       |
| 6731E | 96 (96)          | 1 × Compute 2 × I/O | 1 × 96       | 2.2            | 3.1            | 9 MB        | 96 MB       | 96 MB       |
| 6740E | 96 (96)          | 1 × Compute 2 × I/O | 1 × 96       | 2.4            | 3.2            | 9 MB        | 96 MB       | 96 MB       |
| 6746E | 112 (112)        | 1 × Compute 2 × I/O | 1 × 112      | 2.0            | 2.7            | 10.5 MB     | 112 MB      | 96 MB       |
| 6756E | 128 (128)        | 1 × Compute 2 × I/O | 1 × 128      | 1.8            | 2.6            | 12 MB       | 128 MB      | 96 MB       |
| 6766E | 144 (144)        | 1 × Compute 2 × I/O | 1 × 144      | 1.9            | 2.7            | 13.5 MB     | 144 MB      | 108 MB      |
| 6780E | 144 (144)        | 1 × Compute 2 × I/O | 1 × 144      | 2.2            | 3.0            | 13.5 MB     | 144 MB      | 108 MB      |